# Édifice Sterling pour le droit
Ne doit pas être confondu avec Bibliothèque commémorative Sterling.
Pour les articles homonymes, voir Sterling.
L'édifice Sterling pour le droit abrite l'école de droit de Yale. Il est situé au 127, rue Wall Street, New Haven, Connecticut, à proximité du centre-ville, au cœur du campus de l'Université Yale. Il occupe un pâté de maisons entre la salle des études supérieures, la bibliothèque Beinecke, la bibliothèque commémorative Sterling et le cimetière de Grove Street. Le bâtiment porte le nom d'un ancien élève de Yale, John William Sterling (en), l'un des cofondateurs du cabinet d'avocats new yorkais Shearman & Sterling.

## Historique

### Architecture
L'édifice, dont la construction a débuté en 1929 et s'est terminée en 1931, et a été conçu par James Gamble Rogers (en). Son modèle est calqué sur les Inns of Court anglais. Le bâtiment a été construit dans le style gothique collégial, décoré, à l'intérieur et à l'extérieur, de sculptures en pierre et en bois et de vitraux en médaillon s'inspirant de symboles du droit et de la justice. Il s'agit notamment des principaux personnages des drames juridiques (juges, avocats, défendeurs, etc.), des scènes de jugement et de sanctions, des personnalités juridiques célèbres des cultures du monde entier (du roi Salomon et Confucius à Charlemagne) et de savants du domaine juridique reconnus.

### Résidences étudiantes
Hérité également des Inns of Court, les futurs professionnels du droit qui y étudiaient y logeaient aussi: la vie de l'école était largement confinée à l'intérieur des murs du bâtiment. Lorsqu'il a ouvert ses portes, l'édifice offrait la résidence à 219 étudiants. Ce nombre n'a cessé de diminuer depuis. En 1990, le nombre de lits dans le bâtiment avait diminué à 158 et, à la suite de nombreuses rénovations du bâtiment, est passé à 56 quelques années plus tard, en 2001. En 2007, la dernière année où le bâtiment comprenait des résidences d'étudiants, il y ne restait plus que 23 lits. Toutefois, avec la construction d'une nouvelle annexe, le Baker Hall, l'école de droit de l'Université Yale sera à nouveau en mesure d'offrir l'expérience résidentielle à une nouvelle génération d'étudiants, avec des suites d'une ou deux chambres à quelques pas du l'édifice Sterling .

### Robert C. et Christina Baker Hall
En 2013, à la suite d'un don de 25 millions de dollars de Robert et Christina Baker à l'école de droit de l'Université Yale, la décision fut prise de transformer un ancien bâtiment, le 100 Tower Parkway renommé le Robert C. et Christina Baker Hall. Transformé en résidence pour étudiants, il comprendra environ 170 chambres qui seront meublées, des suites de deux pièces avec des cuisines et des espaces communautaires partagés faisant ainsi revivre une vieille tradition. À la suite de l'annonce initiale, une campagne de collecte de fonds a permis d'amasser plus de 60 millions de dollars et, en 2017, la faculté de droit a commencé les travaux. Le Baker Hall devrait ouvrir ses portes à l'automne 2018. Il sera situé à moins de 180 mètres de l'édifice Sterling pour le droit, ajoutant ainsi 137 000 pieds carrés au campus.